# 黄壁庄镇
黄壁庄镇，是中华人民共和国河北省石家庄市鹿泉区下辖的一个乡镇级行政单位。

## 行政区划
黄壁庄镇下辖以下地区：
北白砂村、沿村、古贤村、北庄村、田村、下黄壁村、上黄壁村、黄壁庄村、上吕村和东升村。